# Liste der Gefäßpflanzen Deutschlands/P
- Pappel, Bastard-Schwarz- (Populus × canadensis (Populus deltoides × P. nigra)) - Familie: Salicaceae
- Pappel, Grau- (Populus × canescens (Populus alba × P. tremula)) - Familie: Salicaceae
- Pappel, Haarfrüchtige Balsam- (Populus trichocarpa) - Familie: Salicaceae
- Pappel, Schwarz- (Populus nigra) - Familie: Salicaceae
- Pappel, Silber- (Populus alba) - Familie: Salicaceae
- Pappel, Zitter- (Populus tremula) - Familie: Salicaceae
- Pastinak (Pastinaca sativa) - Familie: Apiaceae
- Pechnelke (Silene viscaria) - Familie: Caryophyllaceae
- Perlgras, Buntes (Melica picta) - Familie:Poaceae
- Perlgras, Einblütiges (Melica uniflora) - Familie: Poaceae
- Perlgras, Nickendes (Melica nutans) - Familie:Poaceae
- Perlgras, Siebenbürgisches (Melica transsilvanica) - Familie:Poaceae
- Perlgras, Wimper- (Melica ciliata) - Familie:Poaceae
- Perückenstrauch (Cotinus coggygria) - Familie: Anacardiaceae
- Pestwurz, Alpen- (Petasites paradoxus) - Familie: Asteraceae
- Pestwurz, Filzige (Petasites spurius) - Familie: Asteraceae
- Pestwurz, Gewöhnliche (Petasites hybridus) - Familie: Asteraceae
- Pestwurz, Weiße (Petasites albus) - Familie: Asteraceae
- Pfaffenhütchen, Breitblättriges (Euonymus latifolia) - Familie: Celastraceae
- Pfaffenhütchen, Gewöhnliches (Euonymus europaea) - Familie: Celastraceae
- Pfeifengras, Gewöhnliches (Molinia caerulea) - Familie:Poaceae
- Pfeifengras, Rohr- (Molinia arundinacea) - Familie:Poaceae
- Pfeilkraut, Breitblättriges (Sagittaria latifolia) - Familie: Alismataceae
- Pfeilkraut, Gewöhnliches (Sagittaria sagittifolia) - Familie: Alismataceae
- Pfeilkresse (Cardaria draba) - Familie: Brassicaceae
- Pfennigkraut (Lysimachia nummularia) - Familie: Primulaceae
- Pflaume (Prunus domestica) - Familie: Rosaceae
- Pfriemengras, Haar- (Stipa capillata) - Familie: Poaceae
- Pfriemenkresse (Subularia aquatica) - Familie: Brassicaceae
- Pillenfarn, Gewöhnlicher (Pilularia globulifera) - Familie: Marsileaceae
- Pimpernuss (Staphylea pinnata) - Familie: Staphyleaceae
- Pippau, Abgebissener (Crepis praemorsa) - Familie: Asteraceae
- Pippau, Alpen- (Crepis alpestris) - Familie: Asteraceae
- Pippau, Berg- (Crepis bocconi) - Familie: Asteraceae
- Pippau, Borsten- (Crepis setosa) - Familie: Asteraceae
- Pippau, Dach- (Crepis tectorum) - Familie: Asteraceae
- Pippau, Felsen- (Crepis jacquinii) - Familie: Asteraceae
- Pippau, Gold- (Crepis aurea) - Familie: Asteraceae
- Pippau, Großköpfiger (Crepis conyzifolia) - Familie: Asteraceae
- Pippau, Kleinköpfiger (Crepis capillaris) - Familie: Asteraceae
- Pippau, Schabenkraut- (Crepis pyrenaica) - Familie: Asteraceae
- Pippau, Schöner (Crepis pulchra) - Familie: Asteraceae
- Pippau, Stinkender (Crepis foetida) - Familie:Asteraceae
- Pippau, Sumpf- (Crepis paludosa) - Familie: Asteraceae
- Pippau, Triglav- (Crepis terglouensis) - Familie: Asteraceae
- Pippau, Weichhaariger (Crepis mollis) - Familie: Asteraceae
- Pippau, Wiesen- (Crepis biennis) - Familie: Asteraceae
- Platane, Gewöhnliche (Platanus × hispanica (Platanus occidentalis × P. orientalis)) - Familie: Platanaceae
- Platterbse, Behaarte (Lathyrus hirsutus) - Familie: Fabaceae
- Platterbse, Berg- (Lathyrus linifolius) - Familie: Fabaceae
- Platterbse, Breitblättrige (Lathyrus latifolius) - Familie: Fabaceae
- Platterbse, Frühlings- (Lathyrus vernus) - Familie: Fabaceae
- Platterbse, Gelbe (Lathyrus laevigatus) - Familie: Fabaceae
- Platterbse, Gras- (Lathyrus nissolia) - Familie: Fabaceae
- Platterbse, Knollen- (Lathyrus tuberosus) - Familie: Fabaceae
- Platterbse, Kugelsamige (Lathyrus sphaericus) - Familie: Fabaceae
- Platterbse, Pannonische (Lathyrus pannonicus) - Familie: Fabaceae
- Platterbse, Ranken- (Lathyrus aphaca) - Familie: Fabaceae
- Platterbse, Schwarzwerdende (Lathyrus niger) - Familie: Fabaceae
- Platterbse, Schwertblättrige (Lathyrus bauhini) - Familie:Fabaceae
- Platterbse, Strand- (Lathyrus maritimus) - Familie: Fabaceae
- Platterbse, Sumpf- (Lathyrus palustris) - Familie: Fabaceae
- Platterbse, Verschiedenblättrige (Lathyrus heterophyllus) - Familie: Fabaceae
- Platterbse, Wald- (Lathyrus sylvestris) - Familie: Fabaceae
- Platterbse, Wiesen- (Lathyrus pratensis) - Familie: Fabaceae
- Porst, Grönländischer (Ledum groenlandicum) - Familie: Ericaceae
- Porst, Sumpf- (Ledum palustre) - Familie: Ericaceae
- Portulak (Portulaca oleracea) - Familie: Portulacaceae
- Preiselbeere (Vaccinium vitis-idaea) - Familie: Ericaceae